# Chorebus spenceri
Chorebus spenceri är en stekelart som beskrevs av Griffiths 1964. Chorebus spenceri ingår i släktet Chorebus och familjen bracksteklar. Inga underarter finns listade i Catalogue of Life.